# Lycodon orientalis
Lycodon orientalis (jap. シロマダラ Shiro-Madara) ist eine Schlangenart der Gattung Wolfszahnnattern (Lycodon).

## Merkmale und Lebensweise
Lycodon orientalis ist ovipar (eierlegend). Die Weibchen legen im Juni bis August Gelege von 1 bis 9 Eiern. Die Art ist nachtaktiv und macht Jagd auf Eidechsen und kleinere Schlangen.

## Verbreitungsgebiet und Gefährdung
Lycodon orientalis ist in Japan auf Kyūshū, Honshū und Hokkaidō verbreitet. In Hokkaidō ist sie in der Umgebung Sapporos und auf der Insel Okushiri zu finden. Nördlich von Hokkaidō kommt sie auf der russischen Insel Kunaschir vor, die auch von Japan beansprucht wird. Die IUCN stuft die Art als nicht gefährdet ein.

## Systematik
Die Art wurde 1880 von dem deutschen Zoologen Franz Hilgendorf als Ophites orientalis erstbeschrieben. Als Lycodon orientalis wurde sie 2013 implizit von Siler et al. bezeichnet. Es werden keine Unterarten unterschieden.
In der Literatur verwendete Synonyme sind zeitlich sortiert
- Ophites orientalis Hilgendorf, 1880
- Ophites japonicus Günther, 1880
- Dinodon japonicus Boulenger, 1893
- Dinodon orientale Stejneger, 1907
- Dinodon orientalis Toriba, 1991
- Dinodon orientale Szczerbak, 2003
- Dinodon orientale Wallach et al., 2014